# Vlag van Saint Kitts en Nevis
De vlag van Saint Kitts en Nevis werd aangenomen op 19 september 1983. De vlag bestaat uit twee driehoeken (in de kleuren groen en rood), die van elkaar gescheiden worden door twee smalle gele banen met daar tussenin een brede zwarte baan met twee witte sterren.
De beide sterren staan niet, zoals velen aannemen, voor de twee grote eilanden waar het land uit bestaat: Saint Kitts en Nevis, maar voor hoop en vrijheid. De groene kleur staat voor vruchtbaarheid en het rood staat voor de strijd tegen de slavernij en het kolonialisme. De zwarte kleur staat voor de Afrikaanse herkomst van de meeste inwoners, terwijl de twee gele banen staan voor zonneschijn.
De marinevlag van Saint Kitts en Nevis is afgeleid van een Brits wit vaandel en heeft in het kanton de vlag van het land.

## Historische vlaggen
Van 1833 tot 1958 maakte Saint Kitts en Nevis het deel uit van de Britse Benedenwindse Eilanden; zie het artikel Vlag van de Britse Benedenwindse Eilanden voor de vlaggen die Saint Kitts en Nevis in deze periode voerde. Tussen 1958 en 1962 maakte het deel uit van de West-Indische Federatie; zie het artikel Vlag van de West-Indische Federatie voor de vlag die het land in deze periode voerde.
Op 27 februari 1967 kreeg Saint Christopher, Nevis en Anguilla volledige interne autonomie en nam het zijn eigen vlag aan: Een verticale driekleur in groen, geel en blauw met een zwarte palmboom in een gele streep. De kleuren staan voor de flora, de tropische zon en het water van de Caraïben. De wortels van de palm symboliseren groei, de drie palmbladeren staan voor de drie eilanden, die uit een gemeenschappelijke stam zijn voortgekomen. Anguilla trok zich op 30 mei 1967 terug uit de alliantie, maar de vlag bleef geldig voor Sint-Christoffel en Nevis.
De huidige nationale vlag van het land, die nu Saint Kitts en Nevis heet, werd ontworpen door Edrice Lewis-Viechweg, die lesgaf aan de Irish Town Primary School in Basseterre en nu in Connecticut/Verenigde Staten woont. Ze won een nationale wedstrijd waarvoor 258 inzendingen werden ingezonden.

? Vlag van de Britse Benedenwindse Eilanden, 1871-1958
? Vlag van de West-Indische Federatie, 1958-1962
? Vlag van Saint Christopher, Nevis en Anguilla, 1958-1967
? Vlag van Saint Christopher, Nevis en Anguilla, 1967
? Vlag van Saint Christopher, Nevis en Anguilla, 1967-1983

## Vlag van Nevis
Het eiland Nevis heeft een eigen vlag, daarin herkennen we de nieuwe nationale vlag terugkomen in het kanton. De gele achtergrond representeerd de zeer aanwezige zonneschijn. De driehoekige structuur symboliseert de vorm van het eiland, omringd door de oceaan, het blauw op de vlag. Verder staat het groen ook nog voor de natuur die het eiland omringd met centraal op het eiland de Nevis Peak die vaak bedekt wordt door laaghangende wolken, vandaar het witte driehoekje centraal in de grotere driehoek.

Vlag van Nevis